# Орехово-Борисово
Оре́хово-Бори́сово — крупный жилой массив на юге Москвы, расположенный по обе стороны от Каширского шоссе, на месте бывших сёл и деревень Орехово, Борисово, Шипилово, Зябликово и Братеево. Размеры с запада на восток 4,5 км, с севера на юг — 3,8 км. Преобладают высоты местности 120—180 м над уровнем моря.
Это один из немногих жилых массивов Москвы, в котором расположено множество природных и рекреационных объектов, таких как большой лес, музей-заповедник «Царицыно», искусственно сделанная гора высотой 55 метров, благодаря которой появилась горнолыжная база «Звёздочка».
Начиная с 2007 года, в Орехове-Борисове проходят соревнования по экстремальному спуску на горных велосипедах.
Местность начала застраиваться типовыми многоквартирными домами в 1973 году (авторы проекта — П. П. Зиновьев, И. А. Вахутин, В. А. Чемерис). До 1991 года территория была в составе Красногвардейского района города. Теперь на территории Орехова-Борисова расположены районы Орехово-Борисово Северное, Орехово-Борисово Южное и Зябликово, входящие в состав Южного административного округа Москвы.
Таким образом, на территории жилого массива Орехово-Борисово на 1 января 2010 года проживала 371 тыс. человек. По переписи 2002 года 380,5 тыс. человек, по переписи 2010 года 405 тыс. человек, по переписи 2020 года 408 тыс. человек, на 1 января 2024 года 405,5 тыс. человек. Является самым населённым жилым массивом Москвы (на 2-м месте Чертаново с населением 377,7 тыс. человек).

Планировка улиц Орехова-Борисова близка к прямоугольной. Поэтому жилой массив разделён на множество микрорайонов. Названия этих микрорайонов упоминаются, например, в конечных остановках автобусных маршрутов, курсирующих по району: «6 м/р Орехова-Борисова», «14 м/р Орехова-Борисова».
В 1980-х и 1990-х годах в Орехове-Борисове действовала ореховская преступная группировка.

## Склонение топонима
В соответствии с литературной нормой, в топониме Орехово-Борисово традиционно склоняются как первая, так и вторая части названия: в Орехове-Борисове.